# Théologie de la prospérité

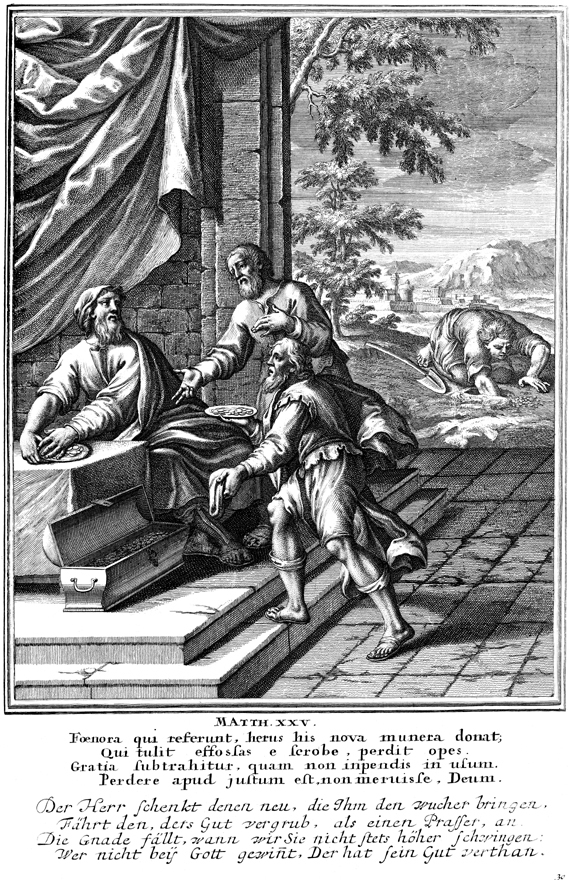
Parabole des talents

La théologie de la prospérité (appelée également doctrine de prospérité, évangile de la prospérité, évangile de prospérité) est une croyance théologique chrétienne évangélique qui prétend que la Bible enseigne que l'aisance financière des chrétiens est un signe de santé spirituelle et que la pauvreté est une malédiction ou une punition de Dieu.

## Histoire
La théologie de la prospérité s’est répandue dans les années 1970 et 1980 aux États-Unis principalement par des télévangélistes pentecôtistes et charismatiques.
Les principaux défenseurs de cette doctrine sont des pasteurs américains, tels Kenneth Hagin avec Michael Horton. Certaines de ses figures, comme Paula White, Kenneth Copeland ou Edir Macedo, ont soutenu des leaders politiques comme Donald Trump ou Jair Bolsonaro. L'évangile de la prospérité s'est implanté en France, notamment dans les quartiers populaires, à partir de la fin des années 1980, dans des églises comme l'« Église universelle du Royaume de Dieu », « Paris Centre chrétien », « Charisma Église chrétienne » ou « Impact Centre chrétien ».

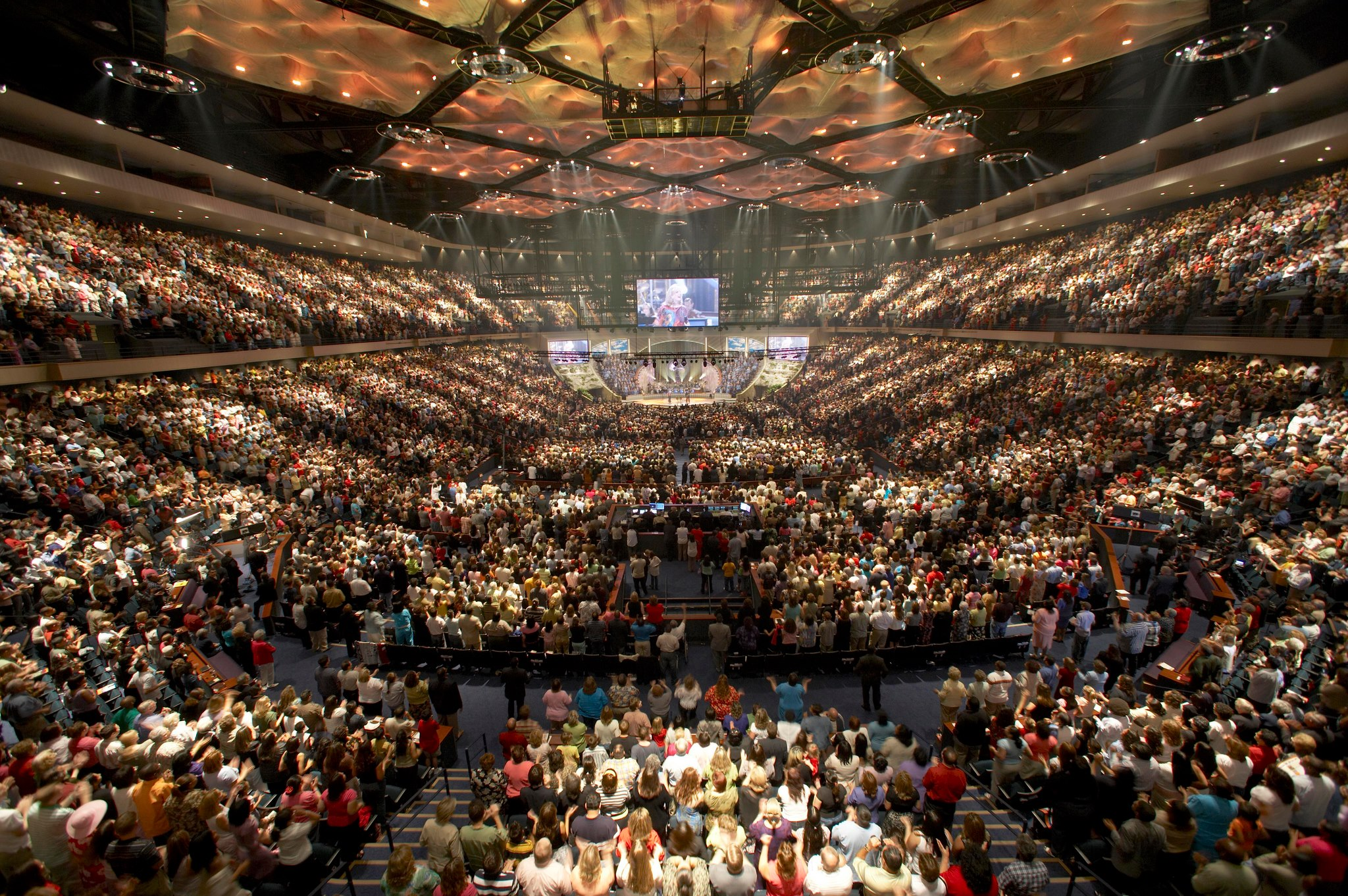
Église de Lakewood
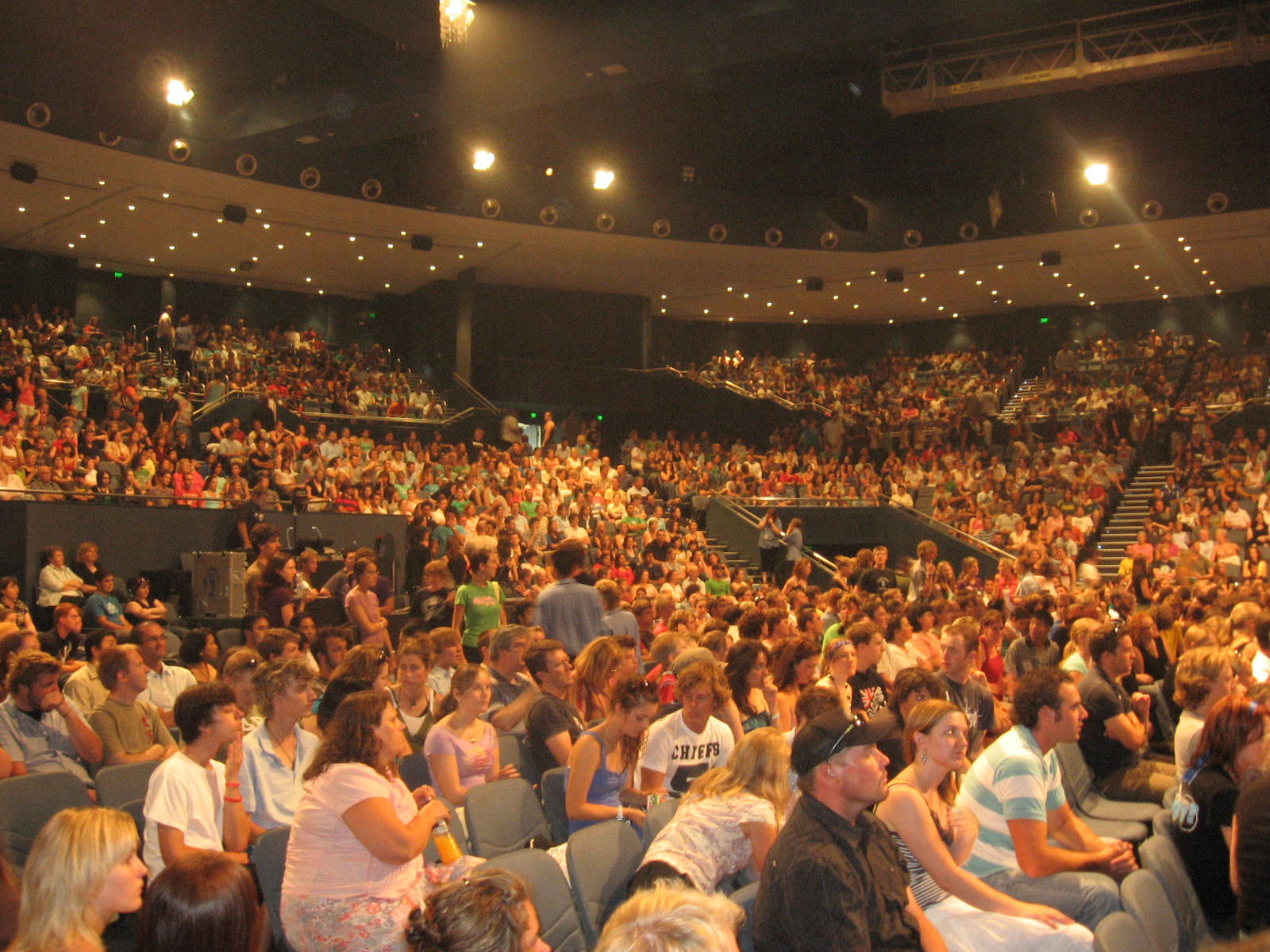
Église Hillsong

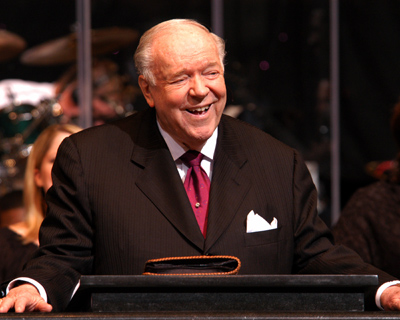
Kenneth E. Hagin (1917-2003)
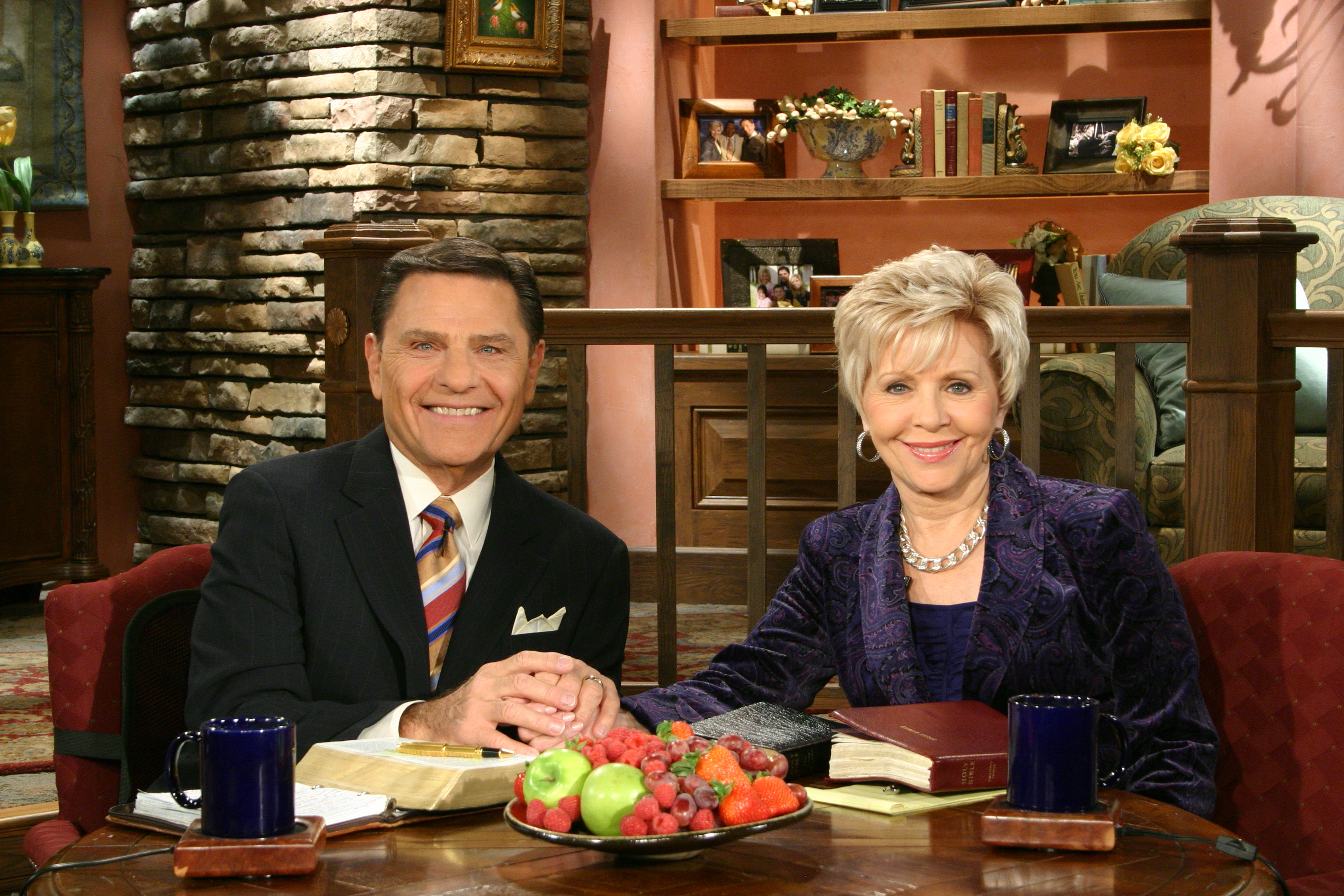
Kenneth Copeland (1936-) et Madame
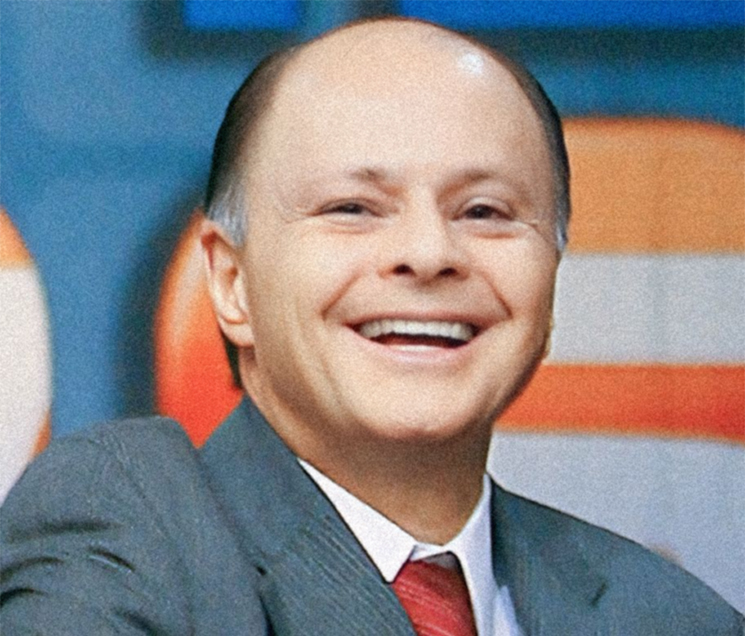
Edir Macedo Bezerra (1945-)
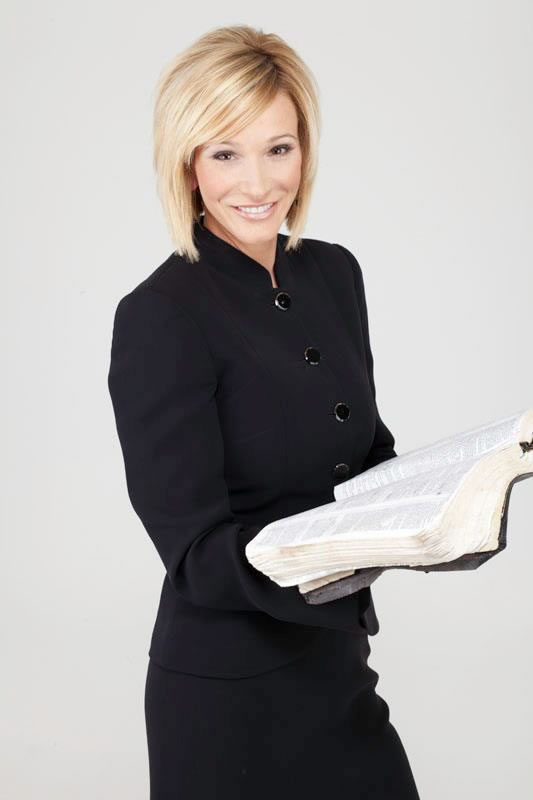
Paula White (1966-)

## Doctrine
Cette doctrine enseigne que la foi chrétienne peut être aussi un moyen de prospérer et de s’enrichir financièrement et matériellement, par une « confession positive » et une contribution aux ministères chrétiens.
La prospérité enseignée va au-delà de la réussite financière et inclut aussi la santé,,, les guérisons et miracles. D'après le Conseil national des évangéliques de France, la libération d'influences démoniaques est aussi un aspect de la doctrine.
La parabole des talents, qui enseigne la nécessité de faire fructifier les dons de Dieu, est utilisée en appui de cette théologie. Ce courant évangélique s’inspire, selon Stéphane Lavignotte, pasteur protestant à la Mission populaire, de la « théologie rétributive » de l’Ancien Testament : « C’est une théologie qui fonctionne à tous les coups : vous donnez votre vie à Jésus, vous donnez votre argent, si ça marche tant mieux, si ça ne marche pas c’est peut-être que vous devriez examiner votre morale. » Leur message « plus vous semez, plus vous récolterez » se fonde sur « la loi divine du retour au centuple » : « Donnez 10 euros, Dieu vous en rendra 1 000 ! ».
Dans certaines églises évangéliques, le sujet de la prospérité, lié à la dîme obligatoire et aux offrandes occupe une grande partie de chaque culte,,. Des promesses de guérison divine et de prospérité sont garanties, en échange de certains montants de dons,,. Certains pasteurs menacent de malédictions, d’attaques du diable et de pauvreté ceux qui ne donnent pas la dîme,,. Les collectes d’offrandes sont multiples ou séparées dans divers paniers ou enveloppes afin de stimuler les contributions des fidèles,.

## Critiques
En 2012, le Conseil national des évangéliques de France a publié un document dénonçant cette doctrine, en mentionnant que la prospérité était bien possible pour un croyant, mais que cette théologie poussée à l'extrême amène au matérialisme et à l’idolâtrie, ce qui n'est pas le but de l’Évangile,. Pour le CNEF, cette théologie est un danger pour des millions de chrétiens parmi les plus pauvres qui croient qu'en donnant au profit des « théologiens de la prospérité » jusqu'au tiers de leur salaire, Dieu multipliera leur don au centuple. Paradoxalement, c'est parmi les évangéliques, historiquement les plus critiques vis-à-vis des « indulgences plénières » qui permettaient aux catholiques de s'assurer une place au paradis, moyennant finances, que fleurit le commerce des « prophètes de la prospérité ».
En 2013, le président de la Convention baptiste nigériane a critiqué cet enseignement dommageable qui s’éloigne du message central de la Bible, soit de la croix de Jésus.
Des pasteurs qui abusent de la théologie de la prospérité ont été critiqués par des journalistes pour leur style de vie bling-bling (vêtements luxueux, grandes maisons, voitures haut de gamme, avion privé, etc.),,.
Certains pasteurs sont célèbres pour leur train de vie luxueux,,.
Aux États-Unis, des télévangélistes ont demandé des offrandes pour acheter des jets privés.
Le 5 février 2015, le pape François a affirmé dans l'homélie qu'il a prononcée à la maison Sainte-Marthe que « Le salut n’est pas une théologie de la prospérité ». Pour François, l’Église doit proclamer l’Évangile « dans la pauvreté » et cette annonce doit avoir pour seul but de soulager les misères des pauvres, en n’oubliant jamais que ce service est l’œuvre de l’Esprit Saint et non de la force humaine. François a renouvelé sa critique dans une méditation prononcée le 19 mai 2016 en la chapelle de la maison Sainte-Marthe, disant que « c’est une erreur » de penser que « Dieu te fait voir que tu es juste s’il te donne beaucoup de richesse ».
En 2018, la revue jésuite italienne proche du Vatican La Civiltà Cattolica s’est livrée à une analyse critique de cette version évangélique du rêve américain, dans laquelle elle voit une « tentative de justification théologique du néolibéralisme économique ».
De 2019 à 2022, divers pasteurs américains se sont excusés pour leurs enseignements sur l’obligation de la dîme et la théologie de la prospérité, en rappelant que les menaces de malédictions pour non-paiement de la dîme dans Malachie ne concernaient pas les chrétiens, puisque citant l’Épître aux Galates, Jésus-Christ a porté la malédiction sur lui,.
En 2020 en France, des églises ont fait l'objet de signalements à la Miviludes pour des motifs liés à des abus de cette théologie,.

## Culture

### Séries
En 2013, une série de télé-réalité américaine Preachers of L.A. a montré le quotidien de pasteurs de Los Angeles promouvant cette théologie.
En 2019, la série The Righteous Gemstones est une satire sur une famille de télévangélistes adhérant à cette théologie.

### Documentaires
En 2019, le documentaire American Gospel: Christ Alone a présenté des analyses critiques de cette théologie par des pasteurs et d’anciens partisans.

### Source
- (en) Cet article est partiellement ou en totalité issu de l’article de Wikipédia en anglais intitulé « Prosperity theology » (voir la liste des auteurs).